# Pennisetum nubicum
Pennisetum nubicum är en gräsart som först beskrevs av Ferdinand von Hochstetter, och fick sitt nu gällande namn av Karl Moritz Schumann och Adolf Engler. Pennisetum nubicum ingår i släktet borstgräs, och familjen gräs. Inga underarter finns listade i Catalogue of Life.